# Dysdera raddei
Dysdera raddei là một loài nhện trong họ Dysderidae.
Loài này thuộc chi Dysdera. Dysdera raddei được miêu tả năm 1990 bởi Dunin.